# نينا هاغن

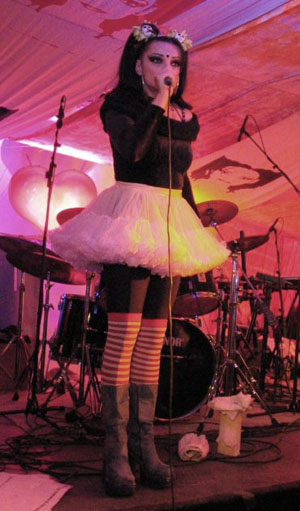
نينا هاغن عام 2003

نينا هاغن (بالألمانية: Nina Hagen)‏ (11 مارس 1955 في ضواحي برلين) هي ممثلة ومغنية وكاتبة أغاني ألمانية.

## روابط خارجية
- نينا هاغن على موقع IMDb (الإنجليزية)
- نينا هاغن على موقع مونزينجر (الألمانية)
- نينا هاغن على موقع قاعدة بيانات الأفلام العربية
- نينا هاغن على موقع ألو سيني (الفرنسية)
- نينا هاغن على موقع ميوزك برينز (الإنجليزية)
- نينا هاغن على موقع أول موفي (الإنجليزية)
- نينا هاغن على موقع قاعدة بيانات الأفلام السويدية (السويدية)
- نينا هاغن على موقع إن إن دي بي (الإنجليزية)
- نينا هاغن على موقع أول ميوزيك (الإنجليزية)
- نينا هاغن على موقع ديسكوغز (الإنجليزية)